# Samir Santos
Samir Caetano de Souza Santos (Rio de Janeiro, 5 december 1994) is een Braziliaans voetballer die doorgaans als centrale verdediger speelt. Hij verruilde Flamengo in januari 2016 voor Udinese.

## Clubcarrière
Samir speelde in de jeugd bij Audax Rio en Flamengo. Op 8 juni 2013 maakte hij zijn debuut in de Braziliaanse Série A, tegen Criciúma EC. Op 17 juli 2014 volgde zijn eerste competitietreffer tegen Atlético Paranaense. In januari 2015 tekende Samir een contract tot medio 2021 bij Udinese, dat vier miljoen euro op tafel legde voor de linksbenige centrumverdediger.